# Edam-Volendam
Edam-Volendam er en kommune i Holland, i provinsen Nordholland, der består af byerne Edam og Volendam.

## Lokal ledelse
Kommunerådet i Edam-Volendam består af 21 sæder, der er fordelt som følger:
- CDA – 4
- PvdA – 3
- RdZ – 4
- Volend80 – 6
- GroenLinks – 1
- VVD – 2
- Gem Bel – 1

## Malere fra Volendam
Maurice Boitel (født 1919)